# Cleo Pineau
Cleo Francis Pineau (* 23. Juli 1893 in Albuquerque, New Mexico; † 29. Mai 1972 in Williamsport, Pennsylvania) war Motorradrennfahrer und als Leutnant ein Fliegerass des Ersten Weltkriegs, in dem er sechs Luftkämpfe gewann. Er wurde später Direktor in der Stahlindustrie.

## Jugend

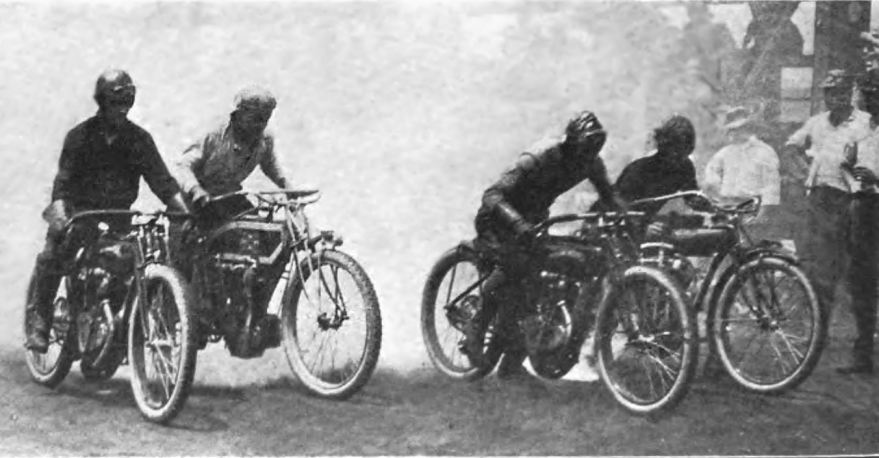
Flying-Merkel-Racing-Team von 1913

Pineau war der Sohn von Thomas L. und Adele Gstalder Pineau. Er verließ die Schule während der sechsten Oberschulklasse. Vor dem Ersten Weltkrieg war er Motorradrennfahrer. Er fuhr mit einer Flying Merkel und Indians und besiegte einmal sogar Barney Oldfield. Er fuhr auch im „Globe of Death“ Motordrom als Vaudeville-Artist.

## Erster Weltkrieg

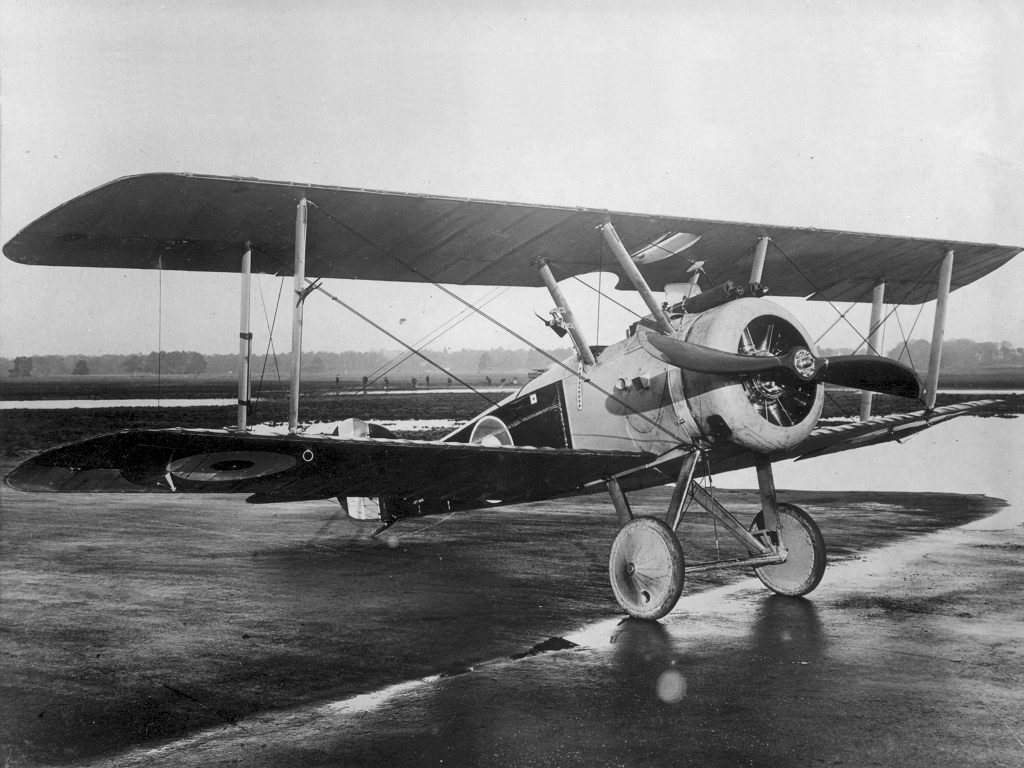
Sopwith Camel

Pineau wurde im Dezember 1917 ins Royal Flying Corps rekrutiert, und in der Curtis Aviation School in Buffalo, New York ausgebildet. Er wurde am 2. Juni 1918 in die 210 Squadron versetzt. Zwischen dem 6. September und 8. Oktober 1918 flog er eine Sopwith Camel und schoss vier Fokker D.VII sowie zwei weitere feindliche Flugzeuge ab. Nach seinem sechsten Luftsieg wurde er von einem Fokker Dreidecker in der Nähe von Roeselare beschossen und kam in Kriegsgefangenschaft.

## Nachkriegszeit
Pineau wurde in den 1920ern wieder Motorradrennfahrer und gewann mehrere Motordrom-Weltrekorde. Er interessierte sich weiterhin für die Luftfahrt, beteiligte sich an der Gründung des Williamsport-Lycoming-County-Airports und unterstützte ihn durch seine Bekannten in der Fliegerei (einschließlich seines Freundes Wiley Post).
Er gründete 1927 oder 1928 die Radiant Steel Company als Ableger der Darling Valve and Manufacturing Company. 1948 wurde er ihr Präsident und hielt diesen Posten bis zu seiner Pensionierung im Jahr 1969. Er starb 1972.